# Clases de senadores de los Estados Unidos

Sello del Senado de los Estados Unidos de América.

Las tres clases de Senadores de Estados Unidos son una denominación utilizada por el Senado de los Estados Unidos para describir los periodos en los que cada senador perteneciente a determinada clase se mantendrá en el cargo, y así saber cuando serán las elecciones para ese puesto.
Cada clase contiene 33 o 34 Senadores, desde que Hawái se convirtió en el estado n.º 50 en 1959 y hasta que otro estado sea admitido.

## División histórica
La Constitución de los Estados Unidos especifica un periodo de 6 años para los senadores, y hay mecanismos especiales para el caso en que un nuevo estado sea admitido y así el patrón continúe automáticamente sin modificaciones constitucionales: 
- Por el tiempo de la primera elección federal, en 1788, cada estado designó a sus dos senadores para una clase respectiva (ver  Artículo I de la Constitución de los Estados Unidos de América),
  - I Clase: un periodo de dos años, y a partir de entonces un mandato de seis años
  - II Clase: un periodo de cuatro años, y a partir de entonces un mandato de seis años
  - III Clase: mandatos sucesivos de seis años de duración desde el primero

- Al terminar un periodo de un senador, de cualquier tiempo que sea, el senador siguiente comienza un nuevo período de seis años (basado en designaciones en la mayoría de los estados, hasta que la enmienda diecisiete estableció la elección popular directa para los senadores);
- Cuando un nuevo estado es admitido en la unión, sus dos senadores tiene períodos que corresponden a dos clases diferentes, dentro de las tres clases de Senadores;
- Un calendario establece a cuáles dos clases se le asignan los nuevos senadores, intentando mantener a las tres clases del mismo tamaño (tanto como sea posible); por ello, ambos senadores del estado admitido tendrán períodos distintos y al menos uno tendrá un período menor de seis años.

## Clase I
La Clase I consiste en:

Mapa que muestra las clases en cada estado en EE. UU.:
Clases I y II
Clases I y III
Clases II y III

- los 33 senadores cuyos cargos serán sometidos a reelección en noviembre de 2024, y que estarán en su cargo durante el periodo 2025-2031;
- Senadores anteriores cuyos períodos terminaron en 2019, 2013, 2007, 2001, 1995, 1989, 1983, 1977, 1971, 1965, 1959, hasta 1791;
- algunos senadores que fueron sucesores de senadores cuyos periodos de dos años comenzaron en 1789.
- Los actuales estados con senadores de Clase I son: Arizona, California, Connecticut, Dakota del Norte, Delaware, Florida, Hawái, Indiana, Maine, Maryland, Massachusetts, Míchigan, Minnesota, Misisipi, Misuri, Montana, Nebraska, Nevada, Nueva Jersey, Nuevo México, Nueva York, Ohio, Pensilvania, Rhode Island, Tennessee, Texas, Utah, Vermont, Virginia, Virginia Occidental, Washington, Wisconsin y Wyoming.

## Clase II
La Clase II consiste en:
- Los 33 actuales senadores cuyos cargos serán sometidos a reelección en noviembre de 2026, y que estarán en su cargo durante el periodo 2027-2033;
- Senadores anteriores cuyos períodos terminaron en 2021, 2015, 2009, 2003, 1997, 1991, 1985, 1979, 1973, 1967, 1961, hasta 1793;
- algunos senadores que fueron sucesores de senadores cuyos períodos de cuatro años comenzaron en 1789.
- Los actuales estados con senadores de Clase II son: Alabama, Alaska, Arkansas, Carolina del Norte, Carolina del Sur, Colorado, Dakota del Sur, Delaware, Georgia, Idaho, Illinois, Iowa, Kansas, Kentucky, Luisiana, Maine, Massachusetts, Míchigan, Minnesota, Misisipi, Montana, Nebraska, Nuevo Hampshire, Nueva Jersey, Nuevo México, Oklahoma, Oregón, Rhode Island, Tennessee, Texas, Virginia, Virginia Occidental y Wyoming.

## Clase III
La Clase III consiste en:
- Los 34 actuales senadores cuyos cargos serán sometidos a reelección en noviembre de 2028, y que estarán en su cargo durante el periodo 2029-2035;
- Senadores anteriores cuyos períodos terminaron en 2023, 2017, 2011, 2005, 1999, 1993, 1987, 1981, 1975, 1969, 1963, hasta 1795;
- Algunos senadores que fueron sucesores de senadores cuyos períodos de seis años comenzaron en 1789.
- Los actuales estados con senadores de Clase III son: Alabama, Alaska, Arizona, Arkansas, California, Carolina del Norte, Carolina del Sur, Colorado, Connecticut, Dakota del Norte, Dakota del Sur, Florida, Georgia, Hawái, Idaho, Illinois, Indiana, Iowa, Kansas, Kentucky, Luisiana, Maryland, Misuri, Nevada, Nuevo Hampshire, Nueva York, Ohio, Oklahoma, Oregón, Pensilvania, Utah, Vermont, Washington y Wisconsin.
- En 2020, se llevaron a cabo elecciones especiales para elegir a los sucesores de John McCain de Arizona, fallecido en 2018, y de Johnny Isakson, de Georgia, que se retiró por problemas de salud en 2019. Ambos escaños fueron ganados por demócratas

## Lista de senadores actuales por clase
Partido Demócrata
     Independiente vinculado al Partido Demócrata
     Partido Republicano
     Sin elección
La siguiente tabla enumera los senadores por partido por clase.
|                     | Clase I | Clase II | Clase III | Total   |
| ------------------- | ------- | -------- | --------- | ------- |
| Demócrata           | 20      | 13       | 15        | 48 + VP |
| Republicano         | 10      | 20       | 19        | 49      |
| Independiente       | 3       | 0        | 0         | 3       |
| Últimas elecciones  | 2018    | 2020     | 2022      |         |
| Próximas elecciones | 2024    | 2026     | 2028      |         |
| TOTAL               | 33      | 33       | 34        | 100     |

La siguiente tabla enumera los senadores por estado y clase.
| Estado              | Clase I                | Clase II                 | Clase III                  |
| ------------------- | ---------------------- | ------------------------ | -------------------------- |
| Alabama             | —                      | Tommy Tuberville (R)     | Katie Britt (R)            |
| Alaska              | —                      | Dan Sullivan (R)         | Lisa Murkowski (R)         |
| Arizona             | Kyrsten Sinema (I)     | —                        | Mark Kelly (D)             |
| Arkansas            | —                      | Tom Cotton (R)           | John Boozman (R)           |
| California          | Dianne Feinstein (D)   | —                        | Alex Padilla (D)           |
| Colorado            | —                      | John Hickenlooper (D)    | Michael Bennet (D)         |
| Connecticut         | Chris Murphy (D)       | —                        | Richard Blumenthal (D)     |
| Delaware            | Tom Carper (D)         | Chris Coons (D)          | —                          |
| Florida             | Rick Scott (R)         | —                        | Marco Rubio (R)            |
| Georgia             | —                      | Jon Ossoff (D)           | Raphael Warnock (D)        |
| Hawái               | Mazie Hirono (D)       | —                        | Brian Schatz (D)           |
| Idaho               | —                      | Jim Risch (R)            | Mike Crapo (R)             |
| Illinois            | —                      | Dick Durbin (D)          | Tammy Duckworth (D)        |
| Indiana             | Mike Braun (R)         | —                        | Todd Young (R)             |
| Iowa                | —                      | Joni Ernst (R)           | Chuck Grassley (R)         |
| Kansas              | —                      | Roger Marshall (R)       | Jerry Moran (R)            |
| Kentucky            | —                      | Mitch McConnell (R)      | Rand Paul (R)              |
| Luisiana            | —                      | Bill Cassidy (R)         | John Kennedy (R)           |
| Maine               | Angus King (I)         | Susan Collins (R)        | —                          |
| Maryland            | Ben Cardin (D)         | —                        | Chris Van Hollen (D)       |
| Massachusetts       | Elizabeth Warren (D)   | Ed Markey (D)            | —                          |
| Míchigan            | Debbie Stabenow (D)    | Gary Peters (D)          | —                          |
| Minnesota           | Amy Klobuchar (D)      | Tina Smith (D)           | —                          |
| Misisipi            | Roger Wicker (R)       | Cindy Hyde-Smith (R)     | —                          |
| Misuri              | Josh Hawley (R)        | —                        | Eric Schmitt (R)           |
| Montana             | Jon Tester (D)         | Steve Daines (R)         | —                          |
| Nebraska            | Deb Fischer (R)        | Pete Ricketts (R)        | —                          |
| Nevada              | Jacky Rosen (D)        | —                        | Catherine Cortez Masto (D) |
| Nuevo Hampshire     | —                      | Jeanne Shaheen (D)       | Maggie Hassan (D)          |
| Nueva Jersey        | Bob Menendez (D)       | Cory Booker (D)          | —                          |
| Nuevo México        | Martin Heinrich (D)    | Ben Ray Luján (D)        | —                          |
| Nueva York          | Kirsten Gillibrand (D) | —                        | Chuck Schumer (D)          |
| Carolina del Norte  | —                      | Thom Tillis (R)          | Ted Budd (R)               |
| Dakota del Norte    | Kevin Cramer (R)       | —                        | John Hoeven (R)            |
| Ohio                | Sherrod Brown (D)      | —                        | J. D. Vance (R)            |
| Oklahoma            | —                      | Markwayne Mullin (R)     | James Lankford (R)         |
| Oregón              | —                      | Jeff Merkley (D)         | Ron Wyden (D)              |
| Pensilvania         | Bob Casey Jr. (D)      | —                        | John Fetterman (D)         |
| Rhode Island        | Sheldon Whitehouse (D) | Jack Reed (D)            | —                          |
| Carolina del Sur    | —                      | Lindsey Graham (R)       | Tim Scott (R)              |
| Dakota del Sur      | —                      | Mike Rounds (R)          | John Thune (R)             |
| Tennessee           | Marsha Blackburn (R)   | Bill Hagerty (R)         | —                          |
| Texas               | Ted Cruz (R)           | John Cornyn (R)          | —                          |
| Utah                | Mitt Romney (R)        | —                        | Mike Lee (R)               |
| Vermont             | Bernie Sanders (I)     | —                        | Peter Welch (D)            |
| Virginia            | Tim Kaine (D)          | Mark Warner (D)          | —                          |
| Washington          | Maria Cantwell (D)     | —                        | Patty Murray (D)           |
| Virginia Occidental | Joe Manchin (D)        | Shelley Moore Capito (R) | —                          |
| Wisconsin           | Tammy Baldwin (D)      | —                        | Ron Johnson (R)            |
| Wyoming             | John Barrasso (R)      | Cynthia Lummis (R)       | —                          |